# Освајачи олимпијских медаља у кануу једноклеку, 500 m
Кану једноклек 500 m или Ц-1 500 m је једна од дисциплина олимпијског спорта, Кајак и кану на мирним водама који се налази у програму од Олимпијских игара у Берлину 1936. године. Дисциплина Ц-1.500 m је уврштена у програм у Монтреалу 1976. Ова дисциплина као уосталом и све дисциплине у кануу одржавају се само у мушкој конкуренцији.
У табели која следи приказани су освајачи оломпијских медаља у овој дисциплини.
| Олимпијске игре   | Злато                            | Злато    | Сребро                           | Сребро   | Бронза                        | Бронза   |
| ----------------- | -------------------------------- | -------- | -------------------------------- | -------- | ----------------------------- | -------- |
| Монтреал 1976.    | Александар Рогов Совјетски Савез | 1:59.23  | Џон Вуд Канада                   | 1:59:58  | Матија Љубек СФРЈ             | 1:59.60  |
| Москва 1980.      | Сергеј Пострешин Совјетски Савез | 1:53.37  | Љубомир Љубенов Бугарска         | 1:53.49  | Olaf Heukrodt Источна Немачка | 1:55:46  |
| Лос Анђелес 1984. | Larry Cain Канада                | 1:57.01  | Хенинг Лунг Јакобсен Данска      | 1:58.45  | Costica Olaru Румунија        | 1:58.83  |
| Сеул 1988.        | Olah Heukrodt Источна Немачка    | 1:56,52  | Михаил Сливински Совјетски Савез | 1:57,26  | Мартин Маринов Бугарска       | 1:57,27  |
| Барселона 1992.   | Никола Букалов Бугарска          | 1:51,32  | Михаил Сливински Уједињени тим   | 1:51,40  | Olah Heukrodt Источна Немачка | 1:53,00  |
| Атланта 1996.     | Мартин Доктор Чешка              | 1:49,934 | Славомир Кназовицки Словачка     | 1:50:510 | Имре Пулај Мађарска           | 1:50,758 |
| Сиднеј 2000.      | Ђерђи Колонич Мађарска           | 2:24,813 | Максим Опалев Русија             | 2:25,809 | Андреас Дитмаер Немачка       | 2:27,591 |
| Атина 2004.       | Андреас Дитмнаер Немачка         | 1:46,383 | Девид Кол Шпанија                | !:46,723 | Максим Опалев Русија          | 1:47,767 |

## Биланс медаља, Ц-1.500
|     | Држава          | Злато | Сребро | Бронза | Укупно |
| 1.  | Совјетски Савез | 2     | 1      | -      | 3      |
| 2.  | Бугарска        | 1     | 1      | 1      | 3      |
|     | Канада          | 1     | 1      | -      | 2      |
| 4.  | Источна Немачка | 1     | -      | 2      | 3      |
| 5.  | Мађарска        | 1     | -      | 1      | 2      |
|     | Немачка         | 1     | -      | 1      | 2      |
| 7.  | Чешка           | 1     | -      | -      | 1      |
| 8.  | Русија          | -     | 1      | 1      | 2      |
| 9.  | Данска          | -     | 1      | -      | 1      |
|     | Словачка        | -     | 1      | -      | 1      |
|     | Шпанија         | -     | 1      | -      | 1      |
|     | Уједињени тим   | -     | 1      | -      | 1      |
| 13. | СФРЈ            | -     | -      | 1      | 1      |
|     | Румунија        | -     | -      | 1      | 1      |
|     | Укупно (14)     | 8     | 8      | 8      | 24     |